# 30/40
« 30/40 » (parfois noté 30x40) est une collection de bande dessinée dirigée par Étienne Robial chez Futuropolis (1974-1993) puis chez L'Apocalypse (2024-).
Le principe de 30/40 est de publier des bandes dessinées de 30cm de large et 40cm de haut, avec une couverture souple. Ce format imposant et éloigné du 48 pages cartonné couleurs habituel, a eu d'abord du mal à convaincre les libraires : « Un format invendable, et impossible à ranger dans une bibliothèque ! On envoyait des copains acheter les exemplaires dans les librairies pour qu’on nous en recommande. »
Sur la couverture, le titre n'est pas toujours apparent, contrairement à celui de son auteur. 

## Histoire
Cette collection emblématique d'une certaine radicalité (format non-standard, politique d'auteur), créée en 1974, a connu sa dernière parution chez Futuropolis en 1993. Les éditions Gallimard, qui étaient devenues actionnaires de Futuropolis en 1988, ne semblent pas avoir tenu à cette collection, dont aucun album n'a paru après le départ d'Étienne Robial en 1994.
En 2024, Jean-Christophe Menu et Étienne Robial réactivent le concept de 30/40 chez L'Apocalypse. Étienne Robial, qui a tous les pouvoirs sur cette collection, décide, comme premier album de la nouvelle série, de faire appel au créateur de la maison d'édition, à savoir Jean-Christophe Menu, qui avait été publié en tant qu'auteur par Futuropolis à la fin des années 1980.  
Les auteurs publiés sont très divers, allant du Disney français Edmond Calvo (1892-1957) au groupe de graphistes "punk" Bazooka, en passant par des anglo-saxons méconnus en France comme Jeff Jones ou Vaughn Bodé.

## Liste des albums
| N° | Titre                                   | Auteur(s) | Dépôt légal   | Autres remarques                 |
| -- | --------------------------------------- | --- | ------------- | -------------------------------- |
| 1  | Patamousse                              | Calvo | 1974          | .                                |
| 2  | Gir                                     | Jean Giraud | 1974          |                                  |
| 3  | La véritable histoire du soldat inconnu | Tardi | 1974          |                                  |
| 4  | Salut !                                 | Vaughn Bodé | 1975          |                                  |
| 5  | Jones                                   | Jeff Jones | 1975          |                                  |
| 6  | Bazooka production                      | Bazooka | 1976          |                                  |
| 7  | Wrightson                               | Bernie Wrightson | 1977          |                                  |
| 8  | Comix                                   | Victor Moscoso | 1979          |                                  |
| 9  | Swarte                                  | Joost Swarte | 1980          |                                  |
| 10 | Les rêves du fou                        | Chantal Montellier | 1981          |                                  |
| 11 | Crumb                                   | Robert Crumb | 1982          |                                  |
| 12 | Charlie Schlingo                        | Charlie Schlingo | 1983          |                                  |
| 13 | Art Dégénéré 83                         | Loulou Picasso, Wolfgang Petrick, Savage Pencil, Lydie Arickx, Rory Hayes, Bob Zoell, Caro, Ti5 Dur, Gary Panter, Mark Beyer, Mariscal, Pascal Doury, Olivia Clavel, Tomeu Cabot,Teruhiko Yumura, Yosuke Kawamura, Jim Nutt, Bruno Richard | 1983          |                                  |
| 14 | Don Quichotte                           | Benito Jacovitti | 1983          |                                  |
| 15 | Mix Mix                                 | Pic et Zou | 1984          |                                  |
| 16 | Masse                                   | Francis Masse | 1985          |                                  |
| 17 | Le roman de renart                      | Jean-Claude Forest, Max Cabanes | 1985          |                                  |
| 18 | Willem                                  | Willem | 1987          |                                  |
| 19 | Poïvet                                  | Roger Lécureux et Raymond Poïvet | 1990          |                                  |
| 20 | Le portrait                             | Edmond Baudoin | 1990          | Republié à L'Association en 1997 |
| 21 | L'option Stravinsky                     | Jean-Claude Götting | 1990          |                                  |
| 22 | ABC                                     | Miles Hyman | 1993          |                                  |
| 23 | Menu                                    | Jean-Christophe Menu | décembre 2024 | édité par l'Apocalypse           |